# Olbrachcice (województwo lubuskie)
Olbrachcice – wieś w Polsce położona w województwie lubuskim, w powiecie wschowskim, w gminie Wschowa.

## Herb
Miejscowość ma własny herb, który został poświadczony pieczęcią z XVIII wieku. Przedstawia w tarczy półksiężyc zwrócony ramionami ku górze, a nad nim 6 gwiazd.

## Historia
Miejscowość pierwotnie związana była z Wielkopolską. Ma metrykę średniowieczną i istnieje co najmniej od XV wieku. Po raz pierwszy wymieniana w dokumencie z 1442 jako Olbarchdorff, 1448 Olbrachczycze, 1528 Olbrachcicze, 1670 Olbersdorff, 1944 Ulbersdorf.
W 1448 wieś należała do powiatu wschowskiego Korony Królestwa Polskiego. Leżała przy granicy Korony z księstwa głogowskiego. W 1528 odnotowano tzw. polską drogę rozgraniczającą Siedlnicę i Olbrachcice leżące w Koronie od wsi Brone (niem. Braunau, obecnie Wronów) oraz Łęgnowo leżących w księstwie głogowskim.
Miejscowość była wsią szlachecką należącą do lokalnej szlachty wielkopolskiej. Jako własność prywatna była przedmiotem dziedziczenia, zamiany i sprzedaży zmieniając wielokrotnie właścicieli. Odnotowana została wielokrotnie w archiwalnych dokumentach. W 1442 Henryk z Jędrzychowic sprzedał z zastrzeżeniem prawa wykupu plebanowi, wikariuszom i altarystom we Wschowie 1,5 grzywny czynszu z Olbrachcic z przeznaczeniem na anniwersarz. W 1448 Andrzych z Gołanic odstępił swoją wieś Olbrachcice wraz z folwarkiem oraz folwark w Piotrowicach Stanisławowi, Andrzychowi i Barbarze, dzieciom swojej córki Brygidy oraz jej mężowi Winca Imbira z Objezierza. W latach 1488–1522 jako właściciela odnotowano Krzysztofa Olbrachcickiego, syna Szymona Olbrachcickiego. W 1500 właścicielem we wsi był także Stanisław Kotwicz Dłuski wraz z braćmi Dawidem i Nankerem.
W 1528 odnotowany został trakt biegnący na wschód od wsi Siedlnica i Olbrachcice idący z południowego zachodu na południowy wschód. Nazywany był on w XVI wieku po polsku - Polska Droga. Nazwa ta utrzymała się do XIX wieku i w języku niemieckim nazywana była Pollackenweg.
Wieś odnotowały archiwalne rejesty podatkowe. W 1531 odbył się pobór od 3 łanów po wiardunku, od 3 prętów po jednym groszu. W 1563 pobór od 3 1/4 łana, 6 komorników. W 1566 miał miejsce pobór ze wsi, która należała wówczas do Wentury i Wojciecha Dłuskich. Pobrano podatek od 3 łanów oraz 3 prętów, od 4 zagrodników po 2 grosze, od 6 komorników po 4 grosze. W 1567 pobór od 3 łanów i 4 prętów, 4 zagrodników, 4 komorników, krawca. W 1579 pobór nastąpił od wiatraka, 3 łanów, 5 zagrodników bez roli, 8 komorników z inwentarzem, 2 komorników bez inwentarza oraz owczarza mającego w stadzie 76 owiec.
W wyniku II rozbioru Rzeczypospolitej w 1793, miejscowość przeszła w posiadanie Prus i jak cała Wielkopolska znalazła się w zaborze pruskim.
W latach 1975–1998 miejscowość położona była w województwie leszczyńskim. 25 czerwca 2009 roku sołectwo zamieszkiwało 245 mieszkańców.
Obszar Olbrachcic zlokalizowany jest między rzekami Krzyckim Rowem a Kopanicą.
Przez wieś przebiega droga wojewódzka nr 305. Bezpośrednio przy niej stoi kościół bł. Władysława z Gielniowa.